# José Luis de Azcárraga Bustamante
José Luis de Azcárraga Bustamante (Vitoria, 1918 — Bertamiráns, 30 de julio de 1985), fue un marino, abogado, escritor y político español.

## Trayectoria
Estudió Derecho en Valladolid y Santiago de Compostela e hizo el doctorado en la Universidad de Madrid. Fue profesor de Derecho Internacional Público del Centro de Estudios Universitarios y de la Academia San Raimundo de Peñafort, y profesor de Derecho Internacional del Instituto Católico de Administración de Empresas de Madrid. Catedrático de Derecho internacional.
Voluntario del Requeté de Álava y soldado de Caballería durante la Guerra Civil Española, posteriormente ingresó en el Cuerpo Jurídico de la Armada, donde alcanzó el empleo de ministro togado de la Armada (asimilado a vicealmirante), ocupando el puesto de inspector general del Cuerpo jurídico de la Armada y asesor jurídico del Cuartel General de la Armada. Entre sus destinos, fue profesor de la Escuela Naval Militar (Marín) y de la Escuela de Guerra Naval (Madrid) y director del Colegio Mayor "Jorge Juan" de Madrid. Durante su etapa como profesor de la Escuela Naval, escribió el guion de la película Botón de ancla, inspirado en la vida y anécdotas de los guardiamarinas. Diplomado en Derecho Internacional Militar y en Derecho Internacional, Aéreo e Industrial del Ejército del Aire. Estaba en posesión de numerosas condecoraciones militares nacionales y extranjeras (y una herida de guerra). Fue nombrado secretario de la Delegación Nacional de Asociaciones (1958), Gobernador civil de Cáceres (1960), y en febrero de 1961 pasó a dirigir el Gobierno civil de Lugo, cesando en el cargo en noviembre de 1962, al ser nombrado Presidente del Sindicato Nacional de la Marina Mercante.Representó a España en las reuniones de la XI Asamblea de la ONU y en las conferencias celebradas en Ginebra sobre Derecho del Mar (1958-1960).
También fue miembro de honor del Consejo Superior de Investigaciones Científicas y jefe de la Sección de Derecho Marítimo del Instituto Francisco de Vitoria. Colaboró en Finisterre y La Noche.

## Condecoraciones
Gran Cruz del Mérito Militar
 Gran Cruz del Mérito Naval
  Cruz, Placa y Gran Cruz de la Orden de San Hermenegildo
  Encomienda con placa de Cisneros
  Cruz de los XXV Años de Paz
  Medalla de la Campaña de España
  Gran Cruz del Mérito Civil
  Cruz del Mérito Militar con distintivo rojo
  Medalla de Sufrimientos por la Patria
  Cruz de Honor de San Raimundo de Peñafort
  Gran Oficial de la Orden al Mérito por Servicios Distinguidos (Perú)
  Encomienda del Mérito Naval del Perú

## Obras[4]
- Camino de Santiago, 1944
- Botón de ancla, 1947
- El Corso Marítimo, 1950.
- La plataforma submarina y el Derecho Internacional, 1952.
- Régimen jurídico de los espacios marítimos, 1953.
- La Carta de las Naciones Unidas y su posible reforma, 1955.
- Legislación internacional marítima, 1955.
- La Conferencia de Ginebra sobre el Derecho del Mar, 1958
- Bloqueo marítimo, 1962
- Loa del auto sacramental de Lugo, 1962
- Jurisprudencia Internacional marítima, 1964-1966 (en colaboración con Francisco Fariña Guitián).
- La bandera de España, 1981

## Vida personal
Contrajo matrimonio con Elena Togores Paramés.